# Lê Dũng (thiếu tướng)
Lê Dũng (5 tháng 1 năm 1967 – 21 tháng 1 năm 2023) là một sĩ quan cao cấp của Quân đội nhân dân Việt Nam, hàm Thiếu tướng, nguyên Tư lệnh Bộ Tư lệnh Tác chiến không gian mạng.

## Cuộc đời
Lê Dũng sinh ngày 5 tháng 1 năm 1967 tại xã Thanh Cao, huyện Thanh Oai, Hà Nội. Từ tháng 9 năm 1984, ông bắt đầu học tại Trường Sĩ quan Chỉ huy kỹ thuật thông tin, đến tháng 5 năm 1985 thì chuyển sang học tập tại Trường Đại học Ngoại ngữ quân sự. Tháng 9 năm 1986, ông được cử sang Liên Xô học tại Trường Cao đẳng Thông tin Unianop. Trong thời gian du học tại Liên Xô, ông được kết nạp vào Đảng Cộng sản Việt Nam.
Sau khi tốt nghiệp tại Liên Xô về nước, ông trở thành trợ lý kỹ thuật tại Trung đoàn 139, Phó đại đội trưởng quân sự Đại đội 10, Tiểu đoàn 2, Trung đoàn 139 thuộc Binh chủng Thông tin liên lạc. Sau đó ông trải qua nhiều vị trí khác thuộc Binh chủng Thông tin liên lạc như Trung tâm phó, Trung tâm Hữu tuyến điện 1, Tổng trạm 40; Phó đại đội trưởng rồi Đại đội trưởng Đại đội 11 của Tiểu đoàn 75; Phó tiểu đoàn trưởng rồi Tiểu đoàn trưởng Tiểu đoàn 75 thuộc Lữ đoàn 205. Tháng 9 năm 2001, ông tiếp tục việc học tại Học viện Lục quân, đến tháng 7 năm 2004 thì hoàn thành.
Sau khi tốt nghiệp Học viện Lục quân, ông lần lượt đảm nhiệm Trợ lý Tham mưu Phòng Tham mưu, Phó tham mưu trưởng Tác chiến Lữ đoàn 205. Từ tháng 10 năm 2006, ông đảm nhiệm Phó trưởng phòng rồi Trưởng phòng Quân huấn–Nhà trường, Bộ Tham mưu Binh chủng Thông tin liên lạc. Đến tháng 4 năm 2011, ông được bổ nhiệm làm Lữ đoàn trưởng Lữ đoàn 205. Sau khi trở thành Trưởng phòng Tác chiến của Bộ Tham mưu Binh chủng được 2 năm, ông được cử đi đào tạo cán bộ Chỉ huy Tham mưu cấp Chiến dịch–Chiến lược tại Học viện Quốc phòng.
Ông lần lượt được bổ nhiệm làm Phó tham mưu trưởng, Phó tư lệnh kiêm Tham mưu trưởng của binh chủng vào tháng 5 năm 2016 và tháng 3 năm 2017. Đến tháng 1 năm 2022, ông chính thức được thăng làm Tư lệnh Bộ Tư lệnh Tác chiến không gian mạng. Trong thời gian tại chức, ông lâm bệnh nặng rồi qua đời vào ngày 21 tháng 1 năm 2023, chỉ 1 năm sau khi trở thành Tư lệnh.

## Khen thưởng
- Huy chương Quân kỳ Quyết thắng;
- Huy chương Chiến sĩ vẻ vang hạng Nhất, Nhì, Ba.

## Lịch sử thụ phong quân hàm
| Năm thụ phong | Tháng 9, 2001 | Tháng 9, 2005 | Tháng 3, 2009 | Tháng 8, 2013 | Tháng 5, 2022 |
| ------------- | ------------- | ------------- | ------------- | ------------- | ------------- |
| Cấp bậc       | Thiếu tá      | Trung tá      | Thượng tá     | Đại tá        | Thiếu tướng   |